# Толстоклювый цветоед
Толстоклювый цветоед (лат. Pachyglossa agilis) — вид певчих птиц семейства цветоедовых.

## Таксономия
В составе вида выделяют 11 подвидов, которые можно поделить на 2 группы:
1. группа agile — занимает западные территории ареала:
  - P. a. agile —  северо-восточный Пакистана, Индия.
  - P. a. zeylonicum — Шри-Ланка.
2. группа obsoletum — обитает на территории от северо-восточной Индии до Зондских островов:
  - P. a. modestum — юг Таиланда, Западная Малайзия и, местами, Борнео.
  - P. a. pallescens — северо-восточная Индия (южный Ассам и Мегхалая), восточный Бангладеш, Мьянма (кроме северных, западных и юго-западных территорий), Таиланд (за исключением юга и востока), Лаос, Камбоджа и Вьетнам (кроме региона Бакбо); возможно также южный Китай (а конкретнее южный Юньнань).
  - P. a. atjehense — северная и южная Суматра.
  - P. a. finschi — Ява.
  - P. a. tinctum — Малые Зондские острова (Сумба и от Флореса по Алор).
  - P. a. obsoletum — острова Тимор и Ветар.

1. - P. a. striatissimum — острова Лусон, Лубанг, Ромблон, Сибуян и Катандуанес на севере Филиппин.
  - P. a. aeruginosum — острова Миндоро, Негрос, Себу и Минданао в южной части Филиппин.
  - P. a. affine — Палаван на западе Филиппин.

## Описание

### Внешний вид
Длина тела составляет 9-10,4 см, масса — 7,5-11 г. 
Оперение у номинативного подвида (P. a. agile) серо-коричневого цвета. Верхняя часть тела (голова без подбородка, спина, крылья, круп) имеют оливково-зелёный оттенок. С каждой стороны головы имеется по одной белой тонкой полосе, идущей от основания клюва слегка вниз. Маховые и рулевые перья коричневые, на последних имеется оливковая окантовка. Низ тела — подбородок, горло, грудь и живот — светлые, бело-бежевые; бока более тёмные, сероватые. По бокам груди и на брюшке имеются не слишком отчётливые серовато-коричневые полосы. Подхвостье белое.
Радужка глаз кирпичного цвета, иногда тускло-оранжевая или коричневая. Клюв грифельно-серый; ноги тёмно-серые, почти чёрные. Самцы и самки похожи друг на друга. У молодых особей полос на груди меньше, имеются желтоватые пятна на нижней части тела, а нижняя часть клюва более светлая.
Толстколювые цветоеды имеют характерную привычку дёргать хвостом из стороны в сторону.

### Различия между подвидами
Подвиды различаются между собой прежде всего окраской оперения, формой и цветом клюва. Многие из них имеют более светлый, коричневый клюв с желтоватым участком на нижней его части. 
- D. a. zeylonicum мельче и темнее, чем номинативный подвид, оливковый цвет на верхней части тела и полосы на груди более выражены.
- D. a. pallescens так же имеет более заметные полосы, но оперение вверху тела, напротив, более серое.
- D. a. modestum имеет оливковый верх, полосы умеренно выражены, на хвосте имеются не очень отчётливые пятна.
- Верх тела у D. a. finschi более оливковый, чем у номинативного подвида, низ серовато-белый, полосы на груди серые. Клюв тонкий.
- D. a. atjehense похож на D. a. finschi, но имеет более заметный беловатый кончик хвоста и более толстый клюв.
- D. a. tinctum имеет коричневато-оливковый верх с более выраженным зелёным оттенком, чем у номинативного подвида, низ кремовый, полосы менее заметны, а на хвосте имеются слабо выраженные пятна.
- Оливковый цвет у D. a. obsoletum, наоборот, менее выраженный, круп коричневый, низ тела почти белый без полос, на хвосте виднеются не слишком заметные пятна.
- D. a. aeruginosum имеет оливково-зелёное оперение на верхней части тела, низ спины более зелёный. Нижняя часть тела беловатая, полосы ярко выражены, особенно на груди. На нижней стороне рулевых перьев имеются беловатые пятна. Молодые представители подвида сероватые, полос на груди у них нет.
- D. a. affine мельче, чем D. a. aeruginosum, оперение серовато-оливковое, низ тела светлый, полосы узкие, слабо выраженные. На рулевых перьях тоже имеются пятна, причём они ярче и мельче, чем у предыдущего подвида. Клюв короче и шире.
- D. a. striatissimum окрашены темнее. Зелёный цвет у низ менее выраженный, чем у D. a. aeruginosum, а полос на нижней части тела больше и они шире. Светлые пятна на рулевых перьях больше, но они менее заметны[4].

### Голос
Песня состоит из громкого «чик-чик-чик», дребезжащего «ти-ти-тили», пронзительного «чи-чи» или же короткого резкого «спик-спик». Песня самца во время брачной церемонии складывается из смешанных и бессвязных нот разной высоты, напоминает песню рыжебрюхой принии.

## Распространение
Ареал распространяется на многие страны Южной Азии. 
Встречается в различных лесах, в садах, кустарниковых зарослях, кокосовых рощах и на плантациях; особенно в местах, где имеются цветущие и плодоносящие деревья и кустарники, а также лорантовые растения. Номинальный подвид предпочитает возделываемые территории и открытые леса. В Гималаях наблюдается определённая сезонная миграция: летом держится на высоте 150-3000 м над уровнем моря, зимой не поднимается выше 915 м. 
В Сингапуре были зарегистрированы две встречи с этим видом.
Количество особей точно не известно, однако популяция считается стабильной.

## Биология
Питается ягодами, цветами и фруктами: среди прочего плодами лорантовых растений, инжира, лантаны и саподиллы. В отличие от, например, красноклювого цветоеда, плоды лорантовых растений не глотает целиком, а избавляется от семян и поедает только мякоть. Помимо этого ловит насекомых, в том числе гусениц и пауков. 
Держится как поодиночке, так и небольшими группами и парами. 
Во время брачной церемонии самец, щебеча, порхает над самкой, поднимает перья на макушке, показывая таким образом их белое основание. Гнездо похоже на грушевидный валяный мешочек с отверстием сбоку. Строится гнездо из мягких растительных волокон, паутины, цветочных бутонов и растительного пуха; подвешивается к ветке на высоте от 2 до 9 метров (по другой информации от 3 до 15 метров). В строительстве гнезда участвуют оба родителя. Замечено, что часто гнездится поблизости азиатских муравьёв-портных. Яйца откладывает в декабре-августе в Индии и в апреле-мае на Шри-Ланке. В кладке обычно 2-4 бледно-розовых, светло- или тёмно-кирпичных яйца с пятнами и крапинками. Инкубационный период составляет около 13 дней, птенцы оперяются в течение 18 дней.